# Coldwater (Ohio)
Coldwater es una villa ubicada en el condado de Mercer en el estado estadounidense de Ohio. En el Censo de 2010 tenía una población de 4427 habitantes y una densidad poblacional de 865,46 personas por km².

## Geografía
Coldwater se encuentra ubicada en las coordenadas 40°28′58″N 84°37′53″O / 40.48278, -84.63139. Según la Oficina del Censo de los Estados Unidos, Coldwater tiene una superficie total de 5.12 km², de la cual 4.98 km² corresponden a tierra firme y (2.63%) 0.13 km² es agua.

## Demografía
Según el censo de 2010, había 4427 personas residiendo en Coldwater. La densidad de población era de 865,46 hab./km². De los 4427 habitantes, Coldwater estaba compuesto por el 98.98% blancos, el 0.09% eran afroamericanos, el 0.05% eran amerindios, el 0.09% eran asiáticos, el 0.29% eran isleños del Pacífico, el 0.2% eran de otras razas y el 0.29% pertenecían a dos o más razas. Del total de la población el 0.75% eran hispanos o latinos de cualquier raza.